# Welschriesling
Pour les articles homonymes, voir riesling.
Le welschriesling est un cépage blanc très répandu en Europe centrale. Il est cultivé sous ce nom en Autriche, en Roumanie sous le nom de riesling italien, dans le nord est de l'Italie sous le nom de riesling italico, en Hongrie en tant qu’olaszriesling, en Bulgarie comme italianski rizling, en Tchéquie sous l'appellation ryzlink vlašský, en Slovénie sous l'appellation de laški rizling et en Croatie graševina.
Bien qu'il soit parfois commercialisé sous l'appellation Riesling, il est sans rapport avec le riesling d'Allemagne ou d'Alsace. Les associations de vignerons allemands militent d'ailleurs pour que les vins dont il est issu soient commercialisés sous une appellation propre.
Son mûrissement est tardif et son rendement très élevé. Il craint l'oïdium et peut botrytiser, comme en Autriche où il donne des Trockenbeerenauslesen, équivalent germanique des sélections de Grains Nobles français, de grande qualité.
Adapté aux climats chauds, il tend à donner des vins très acide en climat frais.